# 19034 Santorini
19034 Santorini è un asteroide della fascia principale. Scoperto nel 1960, presenta un'orbita caratterizzata da un semiasse maggiore pari a 3,9562747 UA e da un'eccentricità di 0,2465174, inclinata di 3,53098° rispetto all'eclittica.